# Call Me the Breeze
"Call Me the Breeze" es una canción de rock de JJ Cale. Apareció por primera vez en su álbum debut de 1972 llamado Naturally. Ha sido versionada por gran cantidad de artistas y bandas a través de los años, convirtiéndose en una de las canciones más populares de la cultura estadounidense de los años setenta.

## Versiones notables
- Eric Clapton en el álbum The Breeze: An Appreciation of JJ Cale (2014)[2]
- Lynyrd Skynyrd en el álbum Second Helping (1974) y One More from the Road (1976)
- Mason Proffit en el álbum Rockfish Crossing (1972)
- Bobby Bare en el álbum Bobby Bare - The Country Store Collection (1988)
- Johnny Cash en el álbum Water from the Wells of Home (1988)
- John Mayer en el álbum Paradise Valley
- Les Claypool en el álbum Under The Influence, A Jam Band Tribute to Lynyrd Skynyrd.[3]
- Spiritualized en el álbum Lazer Guided Melodies (Bajo el título "Run"). Es esta una de las versiones más peculiares realizadas del tema original de Cale, al tratarse de una revisión repleta de sonidos psicodélicos y atmósfera "Space Rock".